# Personenlifter (Pkw)
Personenlifter an einem Kraftfahrzeug dienen dazu, eine körperbehinderte Person aus einem Rollstuhl heraus in einen Pkw hineinzuheben und umgekehrt. Es gibt manuell betriebene und elektrisch betriebene Produkte.

## Konstruktion
Zwischen Fahrzeugboden und Armaturenbrett wird innen eine Tragsäule eingebaut, an der die Lifterapparatur drehbar eingehängt wird. In einer anderen Version ist die Hebemechanik an einem Dachgepäckträger außen über der Fahrzeugtür befestigt und bei Nicht-Gebrauch mit einer Tuchhülle abgedeckt.
Die Lifterapparatur hat einen ausfahrbaren, seitlich und vertikal schwenkbaren Hebearm, an der an einem Bügel ein ein- oder zweiteiliger Tuchsitz hängt. Das Heben und Senken erfolgt durch einen Elektromotor, der von der Autobatterie gespeist wird.
Die Hebegeräte werden von speziellen Betrieben zur Kraftfahrzeuganpassung für körperbehinderte Menschen eingebaut.

## Gebrauch
Zum Transfer von dem zumeist von stark mobilitätseingeschränkten Personen benutzten Rollstuhl wird der Tuchsitz untergeschoben und in der vorgesehenen Weise an den Haken des niedergefahrenen Sitz-Bügels aufgehängt. Die Hubeinrichtung kann vom Fahrzeugbenutzer selbst oder – falls notwendig – von einer Begleitperson bedient werden. Die Hubsteuerung erfolgt über einen Handschalter an einem flexiblen Spiralkabel, Seitwärtsbewegungen erfolgen durch Schwenken von Hand.
Bei rein handbetriebenen Geräten erfolgte der Hub über eine Hydraulik mit Handpumphebel-Betätigung.
Die Hebeeinrichtung kann während der Fahrt auf dem Platz im Fahrzeug bleiben oder im Kofferraum verstaut werden. Bei manchen Geräten lässt sich die Hubeinrichtung durch Umstecken wechselweise am Pkw oder in der Wohnung, z. B. im Bad einsetzen.

## Alternativen
Die Aufgabe eines Pkw-Personenlifters, eine hochgradig mobilitätsbehinderte Person in einen Pkw hinein und wieder heraus zu befördern kann auch durch andere Hilfsmittel übernommen werden:
- Schwenksitze mit unterschiedlichen Zusatzfunktionen wie Heben/Senken und Hinein-/Hinausfahren über die Türschwelle.
- Das Carony-Rollstuhlsystem[1], bei dem der Sitz mitsamt der darin sitzenden Person vom Rollstuhl-Fahrgestell auf eine spezielle Sitzkonsole mit Schwenkeinrichtung geschoben werden kann.
- Leichtkraftfahrzeuge die speziell für die Aufnahme des Rollstuhls mit dem darin sitzenden Fahrer konzipiert sind[2].

## Personenlifter im Hilfsmittelverzeichnis von Rehadat
Das Hilfsmittelverzeichnis Rehadat führt Personenlifter für Kraftfahrzeuge unter den folgenden Benennungen und Gliederungen der DIN EN ISO 9999 auf:
- 12 – Hilfsmittel für die persönliche Mobilität
  - 12 12 – Kraftfahrzeuganpassungen
    - 12 12 15 – Lifter am Kraftfahrzeug für Personen

## Finanzierung
Eine Finanzierungshilfe kann in Deutschland nach den Bestimmungen der Kraftfahrzeughilfe-Verordnung erfolgen.